# ماريون جاكسون
ماريون جاكسون (بالإنجليزية: Marion Jackson)‏ هي كاتبة سيناريو أمريكية، ولدت في 3 ديسمبر 1879 في والا والا في الولايات المتحدة، وتوفيت في 28 نوفمبر 1962 في لوس أنجلوس في الولايات المتحدة.

## وصلات خارجية
- ماريون جاكسون على موقع IMDb (الإنجليزية)
- ماريون جاكسون على موقع قاعدة بيانات الفيلم (الإنجليزية)